# Stelis roseopunctata
Stelis roseopunctata là một loài thực vật có hoa trong họ Lan. Loài này được (Lindl.) ined. miêu tả khoa học đầu tiên.